# عدنان الهلالي
عدنان الهلالي  (سبيطلة، 23 مارس 1975-) شاعر وممثل تونسي وأستاذ لغة وأدب فرنسي ومؤسس ومدير مهرجان ربيع سبيطلة الدولي, وعيد الرعاة والمركز الثقافي الجبلي في جبل سمامة.
له تجارب مسرحية باللغة الفرنسية عرضها في تونس وبلجيكا وفرنسا آخرها العمل المسرحي زنقرا عن أشعار جاك بريل، حمل ذكريات من طفولته ومن تاريخ قريته حيث ولد وترعرع.

## دواوينه

### فـَرَطيطو
يقدم الصحفي التونسي ناجي الخشناوي الديوان على أنه قصة ذاك الرجل الهائم الذي ظهر فجأة في الشوارع، صيره الشاعر عدنان الهلالي «بيكاسو سفيطلة» وجعله صنوا لفرانكو وهرقل ولينين... «بيكاسو سفيطلة» الذي أخرسته حوافر أهل المدينة وصغارها ودسوا حكمته وسط سلاتهم اليومية يلحقه الشاعر بسياق شعري يليق بما رسمته عبثيته وجنونه على مسرح الحياة المتحرك.
ضمن هذه المجموعة الشعرية البكر لعدنان الهلالي سيلمس القارئ «هوسا مركزا» لم يصطلح عليه بشعرية المراقبة، أو الشعرية المتحركة. الشعرية التي اقتضتها طبيعة فرطيطو المتفلب بين الجنون والجنون، بين الحكمة والعقلانية، وبين الحركة والسكون.
يقتنص عدنان الهلالي خطوات فراطيطو ويتقصى سكناته منذ أن «ظهر في الشوارع رجل هائم، صائم، يرتدي معطفا. إسمه فراطيطو إلى أن تدك لعنة هذا المجنون/الحكيم المدينة وتصير قوس المدينة يهوي غبارا على العابرين وعرسها عراكا على العازفين.

### زلباني
زَلـَباني (أو غنائيات نـْيُوفـَيْطلة) هو عبارة عن مسرحية شعرية أبطالها مُهَّمشون حقيقيون عاشوا في شوارع مدينة سبيطلة التونسية وقد قدم للكتاب الناقد عبد الله بوسطلة وذلك تحت عنوان إيقاع قاع المدينة وفاجعة الوجود.
يقول الناقد عبد الله بوسطله في تقديمه للمسرحية «للشعر مساحة بارزة في النص فأغلب المقاطع فيها من الشعر الحديث وتحدث إيقاعا خاصا، لذلك فإن المسحة الشعرية الغنائية هي ميزة هذا النص المصور لفاجعة وجود المهمشين، وبذلك تتخذ بعدا إنسانيا ذلك أن فاجعة الوجود تؤدي إلى جنون لا يعيه إلا الفنان المبدع، ومن منا لا يحمل في كيانه بذرة الجنون إزاء فاجعة الوجود؟ هذا الجنون يعطي حرية للكائن، مثلما قال كازانتزاكي في روايته زوربا الاغريقي».

## يوميات آخر ضبع في الشعانبي
وهوكتاب أبطاله من العجماوات «ضبعون»و»ضبعوس» و»حمار» و»حدآة» و»طيور» و»البومة» و»الخنفس» و»ضباع» و»سباع» و»كلاب» و» ثعابين « و»عصافير بومزين» وغيرها من مكونات جبل الشعانبي هي أبطال القصة، أدار بواسع خياله بينها حوار حول المآسي التي تتعرض لها جراء غزوالإنسان لأرضهم في إشارة إلى ما يحصل لهذا الجبل ومن خلاله سمامة وسلوم ومغيلة من قصف وترهيب دفعت بساكنيه إلى الهروب خوفا على حياتهم من بطش البشر.

## تجربته السينمائية
بعد أن تابعه المنتج التونسي العالمي محمد النّجار في عروضه لمسرحيته أزهار الشرّ التي إقتبسها من رائعة شارل بودلير، أُستدعي الممثّل عدنان الهلالي، مدير مهرجان سفيطلة، إلى المشاركة في الفيلم عدد 44 للمخرج الأمريكي ألبار بيون الموسوم بـ Left for dead وهو من نوع الوسترن.
وبعد تمكّن الممثل عدنان الهلالي من سيناريو الفيلم وخاصة من الدّور الذي سيلعبه وهو قائد عصابة Bounty's المعروفة بتكليفها بقتل شخصية مقابل مكافئة، سافر الممثل التونسي إلى الأرجنتين، وتحديدا إلى بوينس آيرس يوم 15 جانفي 2007 ليقيم هناك إلى حدود 30 جانفي وهي مدّة تصوير الفيلم الذي دارت أحداثه في غابات بوينس آيرس وفي بعض المدن الأرجنتينية مثل كانبا نابلس ولوخان.
وفي لقائنا بالممثّل عدنان الهلالي إثر عودته من الأرجنتين, أفادنا بأن هذا الفيلم سيكون جاهزا للعرض مع بداية أفريل 2007 وهو يدوم قرابة ساعة ونصف الساعة وسيشارك في مهرجان كان بفرنسا، ولئن تحدّث إلينا عدنان الهلالي عن الإرهاق الجسدي الذي لحقه جرّاء مشاهد الرعب والدّم والملاحقات التي قال أنها تصير حقيقية في بعض الأحيان، فقد عبّر  عن سعادته بهذه المشاركة العالمية خاصة وأنه مثّل أمام النجمة الأرجنتينية فيكتوريا مورات كما أنه كان الممثل العربي الوحيد المشارك في هذا العمل السينمائي مع ممثلين من الأرجنتين وأمريكا وألمانيا وإسبانيا، ولم يُخف عدنان الهلالي إنبهاره بظروف التصوير وبالتقنيات المسخّرة للفيلم وأيضا باكتشافه عن كثب لقيمة المنتج العالمي ميخائيل النجار الذي يحظى بسمعة طيبة وصيت ذاع في الامريكتين وفي الدول الأوروبية

## وصلات خارجية
- عدنان الهلالي على موقع IMDb (الإنجليزية)
- عدنان الهلالي على موقع ألو سيني (الفرنسية)
- عدنان الهلالي على موقع قاعدة بيانات الفيلم (الإنجليزية)
- عدنان الهلالي على موقع كينوبويسك (الروسية)
- عدنان الهلالي في موقع IMDb